# مرکز ارتباطات متقابل ان‌تی‌تی

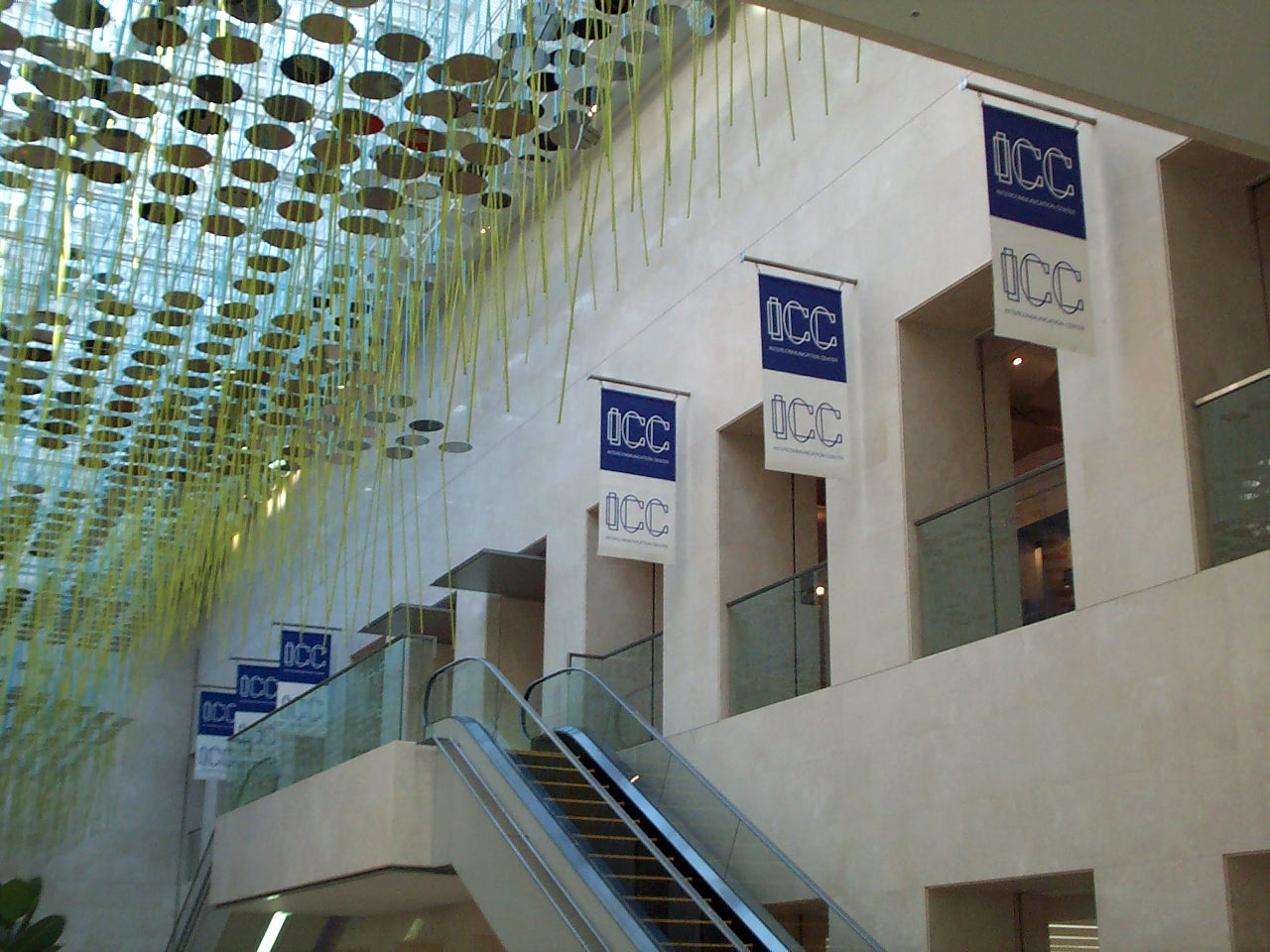
ورودی مرکز ارتباطات متقابل ان‌تی‌تی

مرکز ارتباطات متقابل ان‌تی‌تی (انگلیسی: NTT InterCommunication Center) (ژاپنی: NTTインターコミュニケーション・センター) (به اختصار NTT ICC)  فضایی نمایشگاهی برای ارائه آثار هنر نیومدیا در برج اپرای توکیو در شینجوکو ، توکیو، ژاپن است. این شرکت توسط NTT برای بزرگداشت صدمین سالگرد خدمات تلفنی در ژاپن تأسیس شد و در سال 1997 افتتاح شد. علاوه بر نمایشگاه‌های دائمی و موقت با حضور هنرمندان بین‌المللی و ژاپنی، ICC کارگاه‌ها، اجراها، سمپوزیوم‌ها و انتشارات را با هدف ارتقای ارتباط بین هنرمندان و دانشمندان برگزار می‌کند.